# Issoire APM 40 Simba
Die Issoire APM 40 Simba ist ein viersitziges Leichtflugzeug des französischen Herstellers Issoire Aviation.

## Konstruktion
Konstruiert wurde die APM 40 von Philippe Moniot, der bereits verschiedene Wassmer-Modelle entwickelte. APM steht für Avions Philippe Moniot. Das kunstflugtaugliche Flugzeug ist die viersitzige Version der zweisitzigen APM 20 Lionceau beziehungsweise der dreisitzigen APM 30 Lion. Die Zulassung nach CS-23/FAR-23 (EASA-Regelwerk für Normal-, Akrobatik- und Zubringerflugzeuge) erfolgte im Juni 2011.
Die Konstruktion besteht vollständig aus GFK und enthält einige technische Kniffe, mit deren Hilfe das geringe Gewicht und die relativ hohe Zuladung, die 90 % des Leergewichts beträgt, erreicht werden konnte. So dienen die vor den Flügelwurzeln angebrachten Einstiegshilfen gleichzeitig als Turbulatoren, wodurch auf gesonderte Turbulatoren an der Profilnase der Tragflächen verzichtet werden konnte. Diese bewirken, dass ein Strömungsabriss zuerst an der Flügelwurzel auftritt während die Querruder noch voll angeströmt werden. Des Weiteren werden die Einstiegshilfen vor den Tragflächen auch von den Passagieren im Fond benutzt. So konnte das Hauptfahrwerk weiter nach vorne gesetzt werden. Läge der Einstieg hinter den Tragflächen, müsste das Hauptfahrwerk weiter hinten angebracht werden, um ein Kippen der Maschine nach hinten beim Einsteigen zu vermeiden. Durch das weiter vorne befindliche Hauptfahrwerk reduziert sich die nötige Kraft zum Rotieren, was ein kleineres Höhenleitwerk ermöglicht. Die Hauptfahrwerksbeine bestehen aus mit Glas- und Kohlenstofffasern verstärktem Kunstharz und das Bugradbein ist öldruckgedämpft. Die Tragflächen mit NACA-Profil verfügen über Flügeltanks und dreistufige, elektrisch betriebene Landeklappen. Die große Rundumsichthaube bietet allen Insassen eine hervorragende Sicht nach außen. Die Seitenwindkomponente beträgt zwanzig Knoten.
Das Cockpit der APM 40 besteht aus einer Kombination von Bildschirmen und traditionellen Rundinstrumenten. Auf der Pilotenseite ist das Primary Flight Display, an dessen linker Seite Fahrtmesser und Wendezeiger montiert sind. Rechts daneben liegen Höhenmesser und Variometer. Vor dem rechten Sitz befindet sich ein weiteres Multifunktionsdisplay im gleichen Format wie das PFD. Beide stammen vom Hersteller Aspen Avionics. Mittig im Panel befindet sich ein Multifunktionsinstrument zur Motorüberwachung. Außer den konventionellen Steuerknüppeln vor beiden Sitzen gibt es im Cockpit zwei Gashebel, von denen einer an der linken Bordwand, der andere auf der Mittelkonsole montiert ist. So kann die Maschine sowohl mit der linken als auch mit der rechten Hand gesteuert werden.
Die APM 40 wird von einem IOF-240-B-Triebwerk des Herstellers Continental mit Full Authority Digital Engine Control (FADEC) angetrieben. Nachdem Continental den Support für dieses Triebwerk eingestellt hat, baut Issoire Aviation einen Rotax 915 iS ein und nennt das Modell nun APM 41 Simba 915iS. Die APM 41 ist nicht kunstflugtauglich.
Am 19. Mai 2009 absolvierte die Maschine ihren Jungfernflug und wurde im Juni 2009 auf der Pariser Luftfahrtschau der Öffentlichkeit vorgestellt.

## Versionen
APM 40 Simba
Angetrieben von einem Continental IOF-240-B
APM 41 Simba 915iS
Angetrieben von einem Rotax 915 iS

## Technische Daten
| Kenngröße             | APM 40 Simba                                       | APM 41 Simba 915iS                          |
| --------------------- | -------------------------------------------------- | ------------------------------------------- |
| Besatzung             | 1                                                  | 1                                           |
| Passagiere            | 3                                                  | 3                                           |
| Länge                 | 7,12 m                                             | 7,28 m                                      |
| Spannweite            | 8,66 m                                             | 8,62 m                                      |
| Höhe                  | 2,55 m                                             | 2,55 m                                      |
| Kabinenbreite         | 1,18 m                                             | 1,18 m                                      |
| Flügelfläche          | 9,5 m²                                             | 9,134 m²                                    |
| Leermasse             | 520 kg                                             | 520 kg                                      |
| max. Startmasse       | 985 kg (Kunstflug: 816 kg, max. 2 Personen)        | 985 kg (Kunstflug: 816 kg, max. 2 Personen) |
| Tankinhalt            | 125 l (114 l ausfliegbar)                          | 125 l (114 l ausfliegbar)                   |
| Propeller             | MT Prop Tripale CS hydro                           | MT Prop Tripale CS hydro                    |
| Reisegeschwindigkeit  | 135 kn (250 km/h)                                  | 150 kn (278 km/h)                           |
| Höchstgeschwindigkeit | 143 kn (265 km/h) / 163 kn (302 km/h) im Kunstflug | –                                           |
| max. Steigrate        | 820 ft/min (905 ft/min bei 816 kg MTOM)            | 775 ft/min                                  |
| Dienstgipfelhöhe      | 11.300 ft (3.444 m)                                | –                                           |
| Reichweite            | 560 NM (1.037 km)                                  | 907 NM (1.680 km)                           |